# اچ‌ام‌اس سورلی (۱۸۹۴)
اچ‌ام‌اس سورلی (۱۸۹۴) (به انگلیسی: HMS Surly (1894)) یک کشتی بود که طول آن ۲۰۰ فوت (۶۱ متر) بود. این کشتی در سال ۱۸۹۴ ساخته شد.